# Samocice

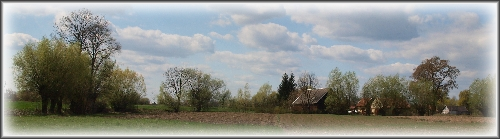
Samocice Górki

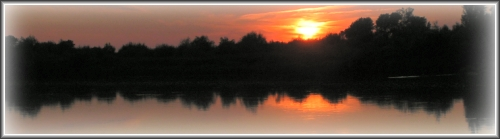
Wisła w Samocicach

Samocice – wieś w Polsce położona w województwie małopolskim, w powiecie dąbrowskim, w gminie Bolesław.
W latach 1975–1998 miejscowość administracyjnie należała do województwa tarnowskiego. Integralne części miejscowości: Górki, Łęka od Kanny, Łęka Wiślana, Macoszyn, Nowa Wieś, Rynek, Ulica, Ulica Rybacka, Wielkie Błonie.

## Położenie
Wieś położona na prawobrzeżnym Powiślu – części Niziny Sandomierskiej, w województwie małopolskim, powiecie dąbrowskim, w gminie Bolesław. Od północnej strony wsi rzeka Wisła stanowi jej naturalną granicę z województwem świętokrzyskim (wieś Łęka i Podraje w gminie Nowy Korczyn). Najbliższe drogowe połączenie wsi z lewobrzeżną Wisłą znajduje się:

w górę biegu Wisły we wsi Borusowa (około 6 km) – most (do 14 grudnia 2020 połączenie promowe),

w dół biegu Wisły w Szczucinie (około 23 km) – most.

Około 2 km na zachód od centrum wsi przebiega droga wojewódzka nr 973 z Tarnowa do Buska-Zdroju. Przez wieś przepływa Kanał Zyblikiewicza.

## Historia
Założenie osady nastąpiło najprawdopodobniej w XIII wieku. Wzmianki o istnieniu wsi Samocice pojawiają się za czasów Jana Długosza. W XV wieku wieś nosiła nazwę Samoczyce. Według przekazów, nazwa Samocice związana jest z rzeką Wisłą, która przepływa na granicy wsi, a w przeszłości przepływała przez jej tereny i pochodzi od słów; sama/samo-cice/ciece/ciecze, opisujących swobodny przepływ wody w tej rzece. W 1424 roku Samocice otrzymały prawa niemieckie. W połowie XV wieku Samocice, jako własność królewska, miały pięć majątków, z których pleban w Bolesławiu pobierał kolędę, a dziesięcinę snopową płacono biskupowi krakowskiemu. W końcowych latach XIX wieku, Samocice liczyły 172 domostwa i ok. 974 mieszkańców. W okresie tym największa posiadłość ziemska należała do hrabiego Potockiego. Aktualnie wieś jest nadal największą wsią pod względem liczby mieszkańców gminy Bolesław, i liczy ok. 700 mieszkańców.

## Zabytki
Obiekt wpisany do rejestru zabytków nieruchomych województwa małopolskiego.
- Dom grodzki.

## Inne
We wsi istnieje szkoła podstawowa, której powstanie, najpierw jako szkoły jednoklasowej datuje się na rok 1888. Wcześniej, w latach 1882–1884 i jeszcze później w roku 1886 działała tutaj tzw. szkółka zimowa, usytuowana w budynku, który stał na miejscu dzisiejszej plebanii. W owej szkółce miejscowe dzieci nauczał podówczas Jakub Bojko. Działa tutaj również OSP, która swoje 100-lecie obchodziła 7 lipca 2008 roku. Wieś tworzy własną parafię pod wezwaniem św. Bartłomieja, jako jedną z dwóch w gminie (istnieje również parafia w Bolesławiu), wraz z własnym cmentarzem, usytuowanym w bezpośrednim sąsiedztwie kościoła.